# 熊谷警察署
熊谷警察署（くまがやけいさつしょ）は、埼玉県熊谷市にある、埼玉県警察が管轄する警察署の一つ。署長は警視。

## 所在地
- 埼玉県熊谷市石原441番地4

## 管轄区域
- 熊谷市

## 沿革
- 2015年9月14日・16日 - 熊谷警察署から逃亡した外国人による熊谷連続殺人事件で熊谷市民6名が殺害される。

## 交番
- 熊谷中央交番（熊谷市桜町1丁目1番1号）
- 熊谷駅前交番（熊谷市筑波2丁目112番地）
- 籠原駅前交番 （熊谷市新堀713番地）
- 上之交番 （熊谷市上之1021番地の4）
- 妻沼交番 （熊谷市妻沼東2丁目7番地）

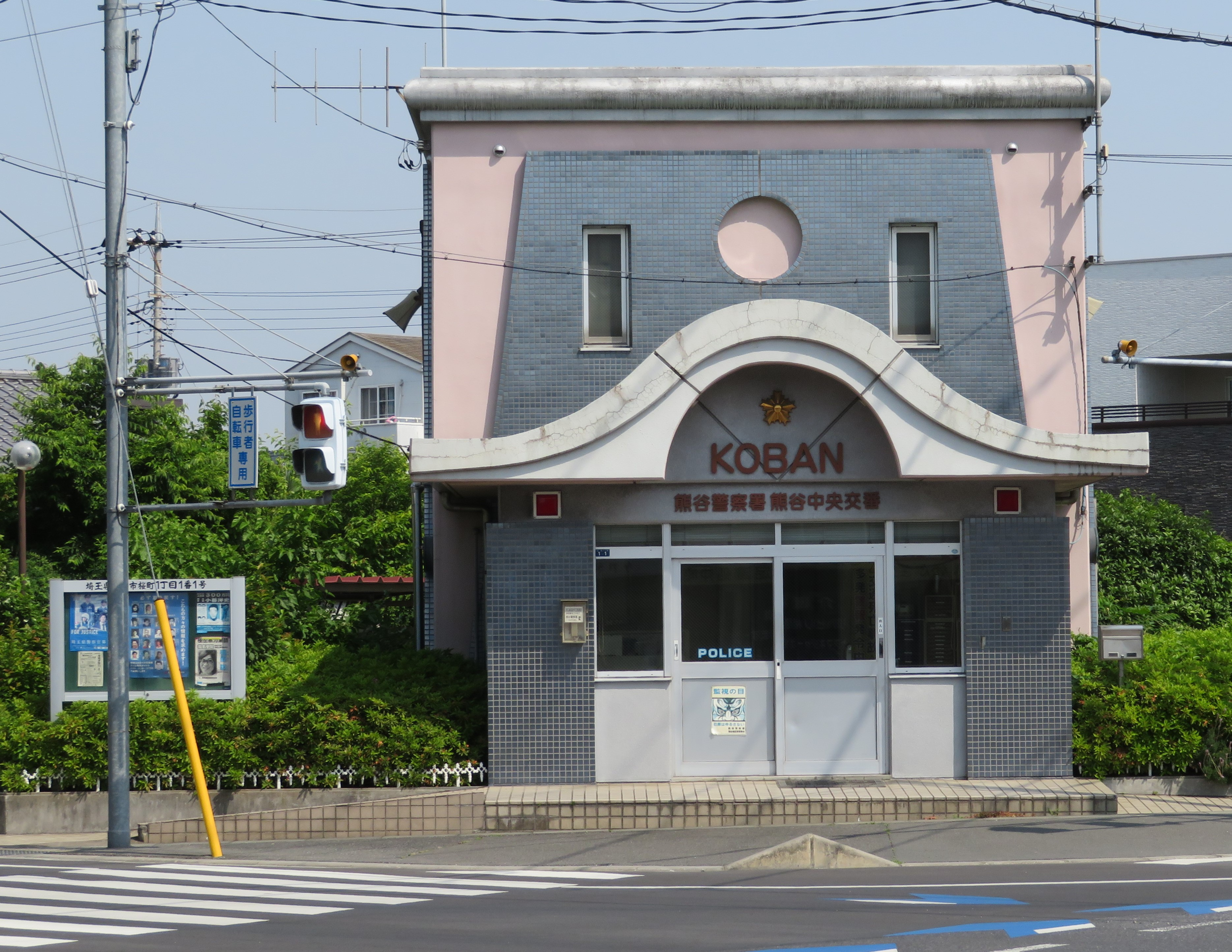
熊谷中央交番
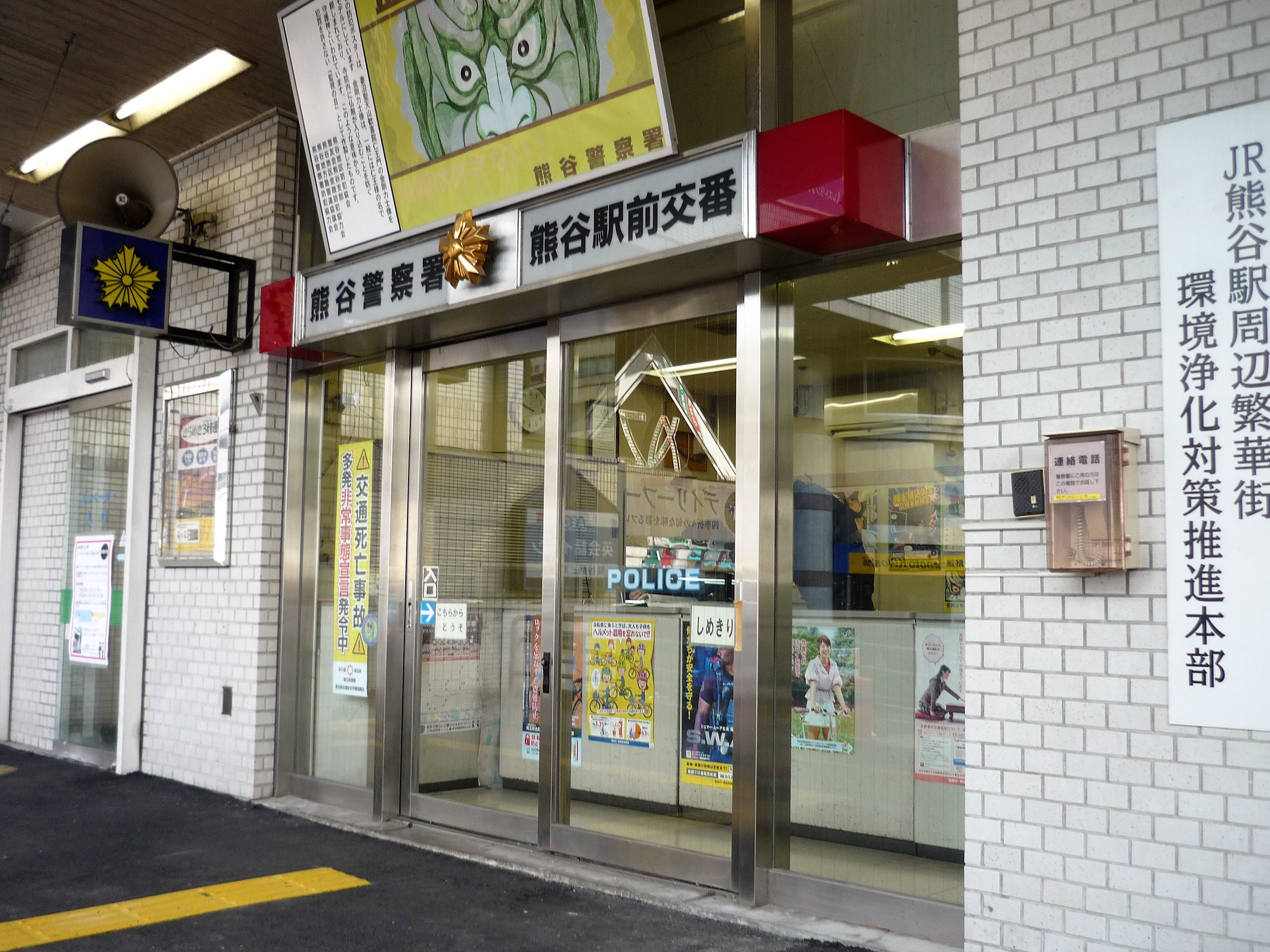
熊谷駅前交番
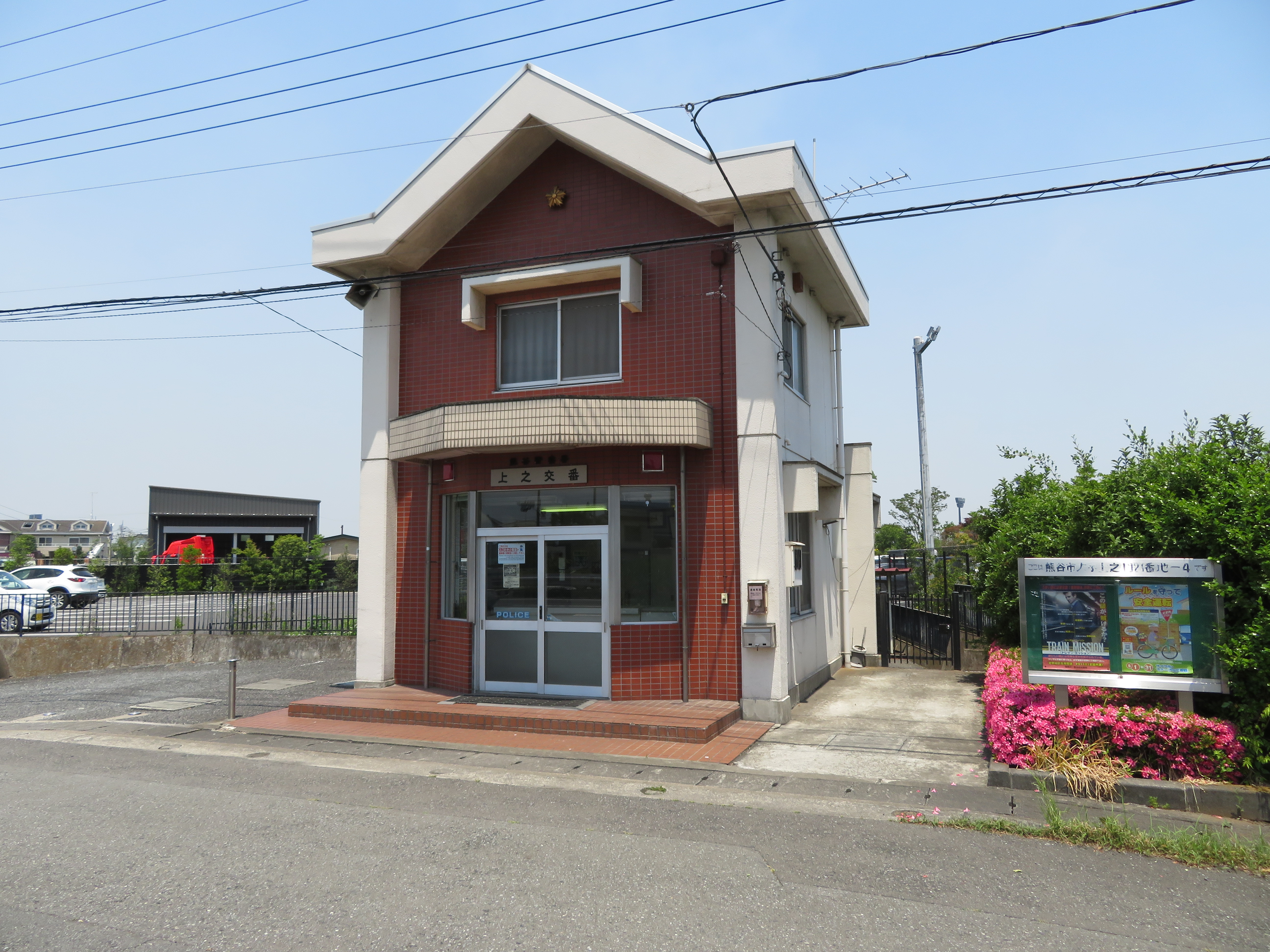
上之交番

## 駐在所
- 上中条駐在所 （熊谷市上中条812番地）
- 吉岡駐在所 （熊谷市平塚新田457番地の1）
- 奈良駐在所 （熊谷市上奈良1026番地の2）
- 大里駐在所 （熊谷市向谷24番地1）
- 御正駐在所 （熊谷市成沢25番地5）
- 小原駐在所 （熊谷市小江川1865番地1）

## 過去に設置されていた交番・駐在所
- 熊谷駅南口交番（熊谷市筑波2丁目112）：熊谷駅北口交番と統合し、熊谷駅前交番南口派遣所に変更。
- 銀座交番（熊谷市銀座３丁目）：廃止
- 市田駐在所（熊谷市小泉）：廃止

## その他
- 熊谷警察署の前は、熊谷警察署前交差点として国道17号（中山道）に国道140号・国道407号がそれぞれ南北から接続（140号は起点、407号は17号と重複となる）し、交通量が多い。このため、渋滞が頻発している。渋滞緩和のため[1]、都市計画道路「熊谷西環状線」（埼玉県道83号熊谷館林線新道）が2019年に開通した。